# Битва при Аргентораті
Битва при Аргентораті (також відома як битва при Страсбурзі) — битва між римськими військами під командуванням Флавія Клавдія Юліана та військами алеманів Хнодомара, які чисельно значно переважали римлян. Відбулась у серпні 357 року, ставши вирішальною в римсько-германській війні 356 — 360 рр.

## Передісторія

### Алемани
Імовірно в  ІІІ ст. н.е. германські племена  Germania Libera   «вільної Германії » , германських земель, які перебували за межами Римської імперії, почали об'єднуватися у великі союзи племен: франків (північно-західна Німеччина ), алеманів (південно-західна Німеччина) і бургундів (центральна Німеччина). Незважаючи на зберігаючу внутрішню ворожнечу між племенами, ці союзи через свою численність стали становити велику загрозу для імперії.

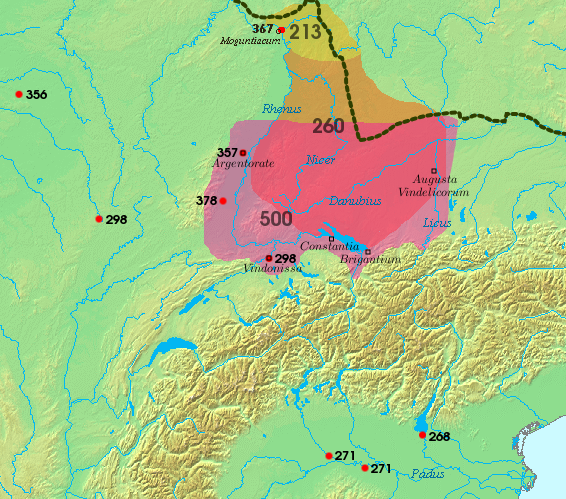
Територія алеманської конфедерації в різні періоди.

Алемани, що жили в долині річки Майн в центральній Німеччині, зайняли покинуту римлянами в середині ІІІ ст. область Декуматських полів, яка більше 150 років відносилась до римської провінції Верхня Німеччина(нинішня територія Баден-Вюртембергу на південному сході Німеччини). На новій території варвари заснували невеликі поселення-кантони , велика частина яких була розташована на східному березі річки Рейн (частина з них далеко від прибережної смуги). Точна кількість і протяжність поселень невідомі. Поступово кантони об'єднувалися в королівства, влада в яких була більш стійкою і передавалася у спадщину .
Загальна чисельність алеманів того часу оцінювалася приблизно в 120-150 тис. Чоловік (в римській Галлії проживало 10 млн чоловік). У алеманів зберігалася постійна міжплемінна ворожнеча і боротьба, що дозволило їм отримати професійних воїнів.
На момент вторгнення в Галію на чолі алеманів знаходилися два верховних вождя - Хнодомар і Вестральп. Фактичним лідером союзу племен був Хнодомар, сильний і енергійний вождь, прозваний римлянами  Gigas  ( «Велетень » ). Амміан вважав його «душею і організатором всього руху», що стояли за вторгненням в Галію. Крім верховного короля були також сім інших королів (  reges ). Згадані Амміаном дрібні королі (  reguli ), можливо, були правителями кантонів. Нижче правителів по положенню перебувала племінна аристократія (  optimates ) і воїни (  armati ). Воїни становили професійні дружини і ополчення вільних людей. Племінна знать могла зібрати загони, які становлять в середньому 50 воїнів.

### Становище Римської імперії

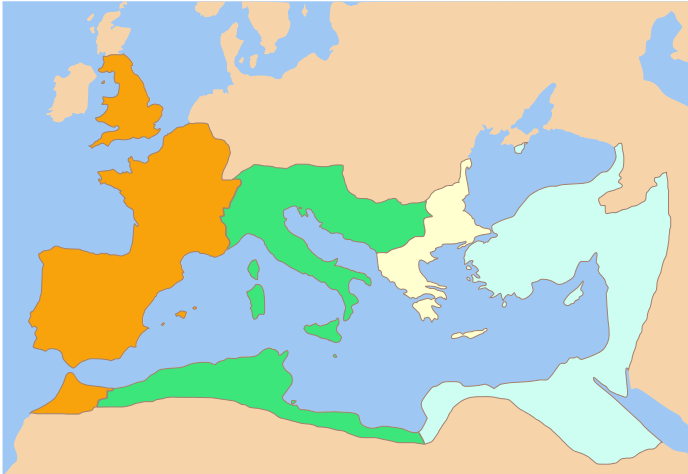
Розподіл імперії між спадкоємцями Костянтина Великого:
Костянтин II
Констант
Далмацій Молодший
Констанцій II

В 350р. Римська імперія спільно управлялася двома синами Костянтина I в ранзі августів: Захід підкорявся Константу, Схід - Констанцію II
Але в січні Констант був повалений і убитий командиром охоронців  франком Магном Магненцієм. Для боротьби з узурпатором Констанцій завершив війну (бл. 337-350) з перським шахом Шапуром II, уклавши з ним перемир'я.Правитель східної частини Римської імперії прибув в Іллірію, і після приєднання до нього місцевих військ зібрав армію в 60 тис. Чоловік. Магненцій виступив проти нього разом з галльскими силами (25 тис. Чоловік) і, можливо, деяким числом військ саксонських і франкських федератів.

Північно-східна Галлія і рейнські кордони до моменту описуваних подій.

Скориставшись тим, що римські війська залишили рейнський кордон для боротьби з узурпатором, алемани і франки почали нападати на східну Галію і Рецій. Варвари захопили ряд римських фортів вздовж Рейну, знищили укріплення і створили постійні табори на західному березі річки, з яких в 350-353 рр. вторгалися в Галію. Повідомлялося, що алеманни викрали в полон з Галлії 20 тис. Римських громадян для роботи на полях , що дозволило їм вивільнити ще більше число воїнів для участі в набігах.
В цей час війна між Констанцієм та Магненціем перейшла в гарячу фазу: в кровопролитних битвах при Мурсі в Нижньої Паннонії і у гори Селевк в Галлії обидві сторони зазнали великих втрат . Констанцій Святкував тріумф у Медіолані (суч. Мілан)  маючи 30-тисячну армією, в той час як сили цезарів Сходу і Іллірії були знекровлені. Після відновлення нападів персів імператор повністю зосередився на війні з ними. В результаті Констанцій зміг виділити для боротьби з германцями тільки 13 тис. солдатів та магістра кінноти франка Клавдія Сільвана, що становило лише половину від довоєнної потужності регіону.

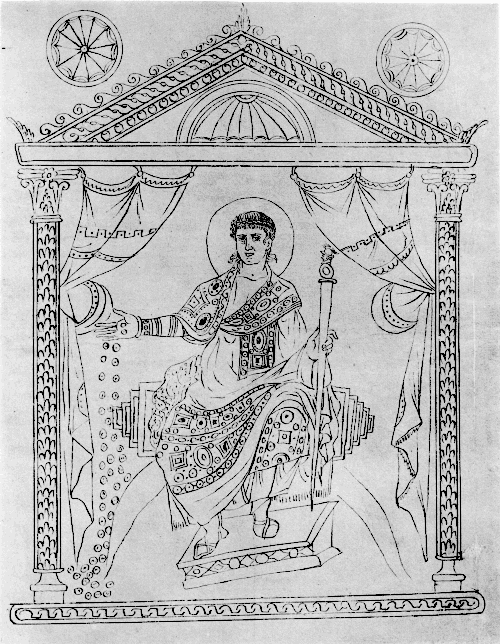
Зображення Констанція II (пр. 337-61) (Римський манускрипт Хронографії 354 року).

За допомогою наявних сил Констанцій вигнав в 354 р варварів з Реції і змусив королів південних алеманів Вадомарі і Гундомада укласти мир і союз . Сільван досяг істотного успіху у відновленні порядку в Галлії, але через образи, завданої викликом в імперський суд за безпідставним звинуваченням, в 355 році проголосив себе імператором в  Colonia Agrippina  (Трір). У відповідь Констанцій вислав проти нього  Урсіціна з загоном протекторів-доместиків, серед яких був і Амміан Марцеллін, які вбили заколотника. Після цього імператор вирішив відправити для охорони кордонів підвладного імперії Флавія Юліана, єдиного, що залишився в живих представника династії Костянтина. 6 листопада 355 року Юліан був проголошений цезарем «Трьох Галій» (дієцезії Британії, Галлії та Іспанії) і отримав Гальські війська, також  Констанцій одружив його на своїй дочці . Оскільки Юліан був єдиним близьким родичем Констанція, війська в Мілані з захопленням прийняли звістку про його призначення, незважаючи на те, що 23-річний Юліан не мав ніякого військового досвіду, а до свого проголошення цезарем займався вивченням філософії в Афінах  
Після закінчення громадянської війни Галлія перебувала в стані хаосу . Рейнський лімес був повністю зруйнований, римські лімітанеї були перебиті при захопленні фортів,ті що вижили бігли в Галію. Згідно Амміану, алеманни контролювали міста  Moguntiacum  (Майнц),  Borbetomagus  (Вормс),  Nemetae Vangionum  (Шпаєр),  Tabernae  (Саверн),  Saliso  (Brumat) і  Argentorate  (Страсбург). За винятком фортеці  Colonia Agrippina  (Кельн), римляни контролювали лише невеликі міста біля нього і дві фортеці у  Rigodunum  (Ремаген) і  Confluentes  (Кобленц ) .

## Війна з алеманами
Цезар почав відновлювати зруйновану під час вторгнення фортецю Саверн, яка перебувала на дорозі Mediomatrici (Мец) - Аргенторат і займала ключовий шлях до північного Ельзасу через гори Вогези. Сама фортеця розташовувалася на пагорбах і дозволяла контролювати долину Рейну.
Хнодомар був стурбований зміцненням Саверна Юліаном, який в кампанії 355-357 рр. поставив під загрозу його владr над Ельзасом і можливість просування вглиб Галлії. Регіон алеманни вже кілька років вважали своєю власністю по праву завоювання, Хнодомар також заявляв про існування листів від Констанція, які підтверджували ці права. Легкість перемог над двома магістрами (до розгрому Барбаціона варвари завдали поразки соратнику Магненція Деценцію) і повідомлення від перебіжчика-скутарія, який повідомляв, що у цезаря в розпорядженні всього 13 тис. солдатів, підбадьорили алеманів і змусили їх забути про колишній страх перед римськими легіонами.

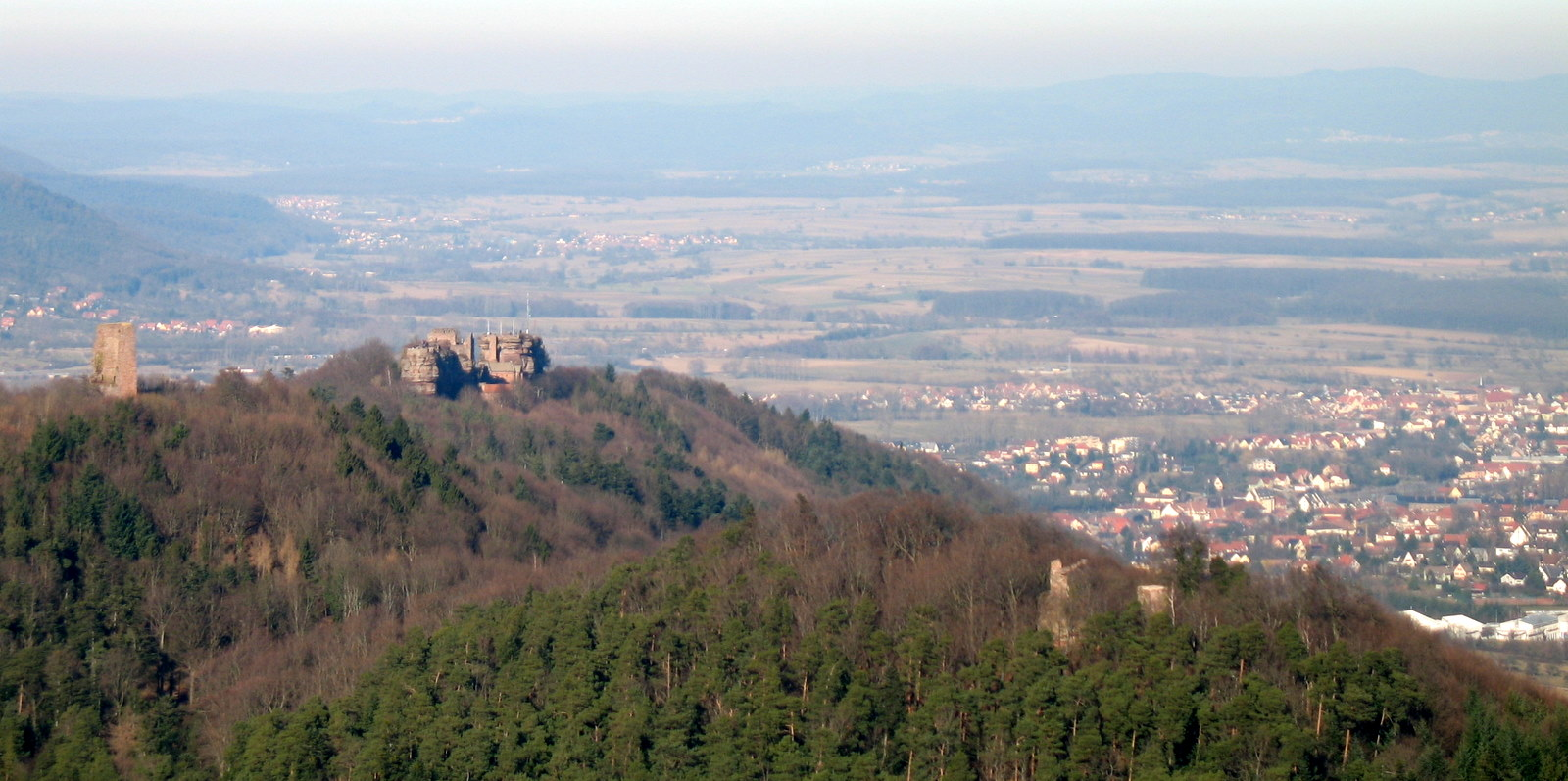
Вид на Саверн

Вожді алеманнов закликали всіх одноплемінників збиратися, призначивши місце збору в Аргентораті. Їх також підтримали Алеманські кантони Реції, з якими Констанцій в 355 р уклав мир. Лояльні до римлян лідери племен були повалені власними оптиматами: Гундомад був убитий, а Вадомарі був змушений розрубати договір власним мечем; після чого їх воїни приєдналися до Хнодомару. Також за грошову нагороду і в подяку за надані в минулому послуги була отримана допомога від неалеманських племен. За оцінками Амміана, в Аргенторат алеманські царьки зібрали 35 тис. воїнів , полонений розвідник повідомив римлянам про їх триденний перехід по міському мосту через Рейн. На військовій раді вожді варварів вирішили заманити Юліана в битву і завдяки чисельній перевазі знищити його військо. Будучи впевненими в перемозі, алеманни для прискорення розв'язки вирішили спровокувати Юліана листом з вимогою негайно покинути Ельзас . Отримавши повідомлення, Юліан через зухвалий  зміст наказав зачинити посланника під варту, вважаючи його вивідувачем.
Цезар був змушений робити складний вибір. Найбезпечніше було б проігнорувати виклик і залишити війська в укріплених таборах в очікуванні підкріплень, навіть якби вони прибули до кінця наступного року. Але дії Барбаціона і невдачі імперських комітатів ставили під сумнів саму можливість прибуття підкріплень і їх боєздатність. При цьому Галлія в сезон збору врожаю залишалася б вразливою для нового варварського нашестя. Також самі солдати жадали вступити в бій, відмова від якого міг надломити їх моральний дух і спровокувати заколот. До того ж алеманни не були розсипані дрібними групами, а зосереджені в одному місці, і перемога в битві розтрощила б їх вторгнення, на чому особливо наполягав  префект Галлії Флавій , який займався навчанням і постачанням новобранців . У минулому в боях римляни майже завжди перемагали варварів за рахунок кращого навчання, організації та екіпіровки , але в даному випадку ризик значно посилювався через чисельну перевагу алеманів. В результаті Юліан вирішив виступити проти них з усіма існуючими силами.

## Битва

### Підготовка
Попереджений розвідниками про прибуття римлян, Хнодомар вивів своє військо на заздалегідь вибране місце перед зруйнованими стінами Аргенторату - пологий пагорб в декількох милях від Рейну, частково оточений полями зі стиглої пшеницею . Лібаній повідомляв, що з одного боку «височіло джерело води» (можливо, акведук або канал), побудований над болотом.  Одна з головних теорій говорить, що битва відбулася недалеко від села Оберхаусберген в 3 км на північний захід від Страсбурга. Західний край поля бою був обмежений римською дорогою Мец-Страсбург, а на протилежному боці розташовувався непрохідний для вершників ліс.

### Хід бою
Після побудови обох армій, алеманські воїни зажадали, щоб Хнодомар і інші вожді спішилися і повели основну частину піхоти в бій, на що отримали згоду. Тим самим Хнодомар втратив можливість стежити за боєм і враховувати ситуацію на інших ділянках бою. Одночасно Юліан міг благополучно користуватися цією перевагою.
Атаці основних сил римської кавалерії передували події легкої кавалерії: кінні лучники могли застосувати «парфянську тактику»: наблизитися до ворога на відстані пострілу, обстріляти його залпом стріл і відступити, тримаючи ворога на відстані і уникаючи переслідування. Цей прийом можна було повторити кілька разів, завдавши ворогові серйозних втрат і навіть виманивши на передчасну і дезорганізовану атаку. Однак германська кавалерія була скута своєю піхотною підтримкою, яка рухалася значно повільніше.
Римська важка кавалерія атакувала алеманську кінноту і, як і очікував Хнодомар, піхота почала калічити коней, добиваючи їх вершників. Вражені тим, що відбувається і приголомшені загибеллю свого трибуна, катафракти в паніці бігли з поля бою, врізавшись в стоячу на правому фланзі піхоту. Однак остання втримала лад, оскільки в її складі були досвідчені загони. Юліан підняв бойовий дух присутніх за цими лініями катафрактаріїв. 
Натхнені успіхом соратників, солдати першої лінії війська алеманів з бойовим кличем кинулися назустріч першій лінії римлян, що побудували бар'єр з стіни щитів. Після безуспішних спроб прорватися крізь списи, група вождів і їх кращих воїнів зібрали компактну групу (  globus ), яка за підтримки передніх рядів почала рухатися на ворога. Ця формація, схоже, була знайома римлянам  caput porcinum  - захищений по краях ударний  клин. Ціною великих зусиль варвари прорвалися через першу лінію. Частини якої, що залишилися завдяки досвіду, продовжили стримувати противника.
Згідно Амміану, на лівому римському фланзі Северус передбачав можливу лісову засідку. У той же час Лібаній розповідає про лісове зіткнення римлян з алеманами і перемозі над ними. Версія Амміана виглядає краще, так як попадання в засідку не давало Северусу будь-яких переваг. Хоча Марцеллін не повідомляє про подальші події на цій ділянці бою, але, ймовірно, варвари, втомившись вичікувати, напали на Северуса, який їх розбив.
У цей час значна частина алеманів прорвала заслони і врізалася в центр другої лінії римлян, проте елітний легіон Primani і батавські когорти витримали натиск і контратакували ворога. Діри першої лінії тепер були заповнені солдатами або з її флангів, або прибулими легіонерами Primani (Амміан не вказує, ким саме). Перша лінія римлян, що розтягнулася на лівому фланзі за рахунок другої лінії (і можливого сприяння загону Северуса), почала рух на ворога з тилу і флангів. Моральний дух варварів до цього моменту впав через відсутність будь-якого успіху при істотних втратах. Тиск на військо алеманів почав посилюватися - на флангах почалося методичне винищення солдатів, центр виявився щільно оточений і втратив можливість маневру. Після посилення римського натиску варвари здригнулися: в паніці алемани розірвали лад і почали тікати з поля бою. Римська кіннота і піхота почали переслідування, перебивши багатьох варварів на шляху до Рейну. Значна частина алеманів спробувала переплисти Рейн, але більшість з них загинули під вогнем римських стрільців або потонули під вагою власних обладунків.
У битві варвари втратили 6 - 8 тис. чоловік, тисячі загинули при переправі через річку. Імовірно варвари втратили близько третини свого війська, але більшої його частини разом з 8 вождями вдалося покинути околиці Аргенторату. Римляни втратили всього 243 солдата, в тому числі 4 трибунів.
Хнодомар зі своєю свитою біг з поля бою, сподіваючись дістатися до заздалегідь приготовлених човнів у зруйнованій римській фортеці  Конкордія   приблизно в 40 км від Аргенторату. Але вони були перехоплені і полонені римським кінним загоном в лісі на березі Рейну. Приведений до Юліану, він просив його про пощаду, після чого був відправлений до двору Констанція в Мілан. Незабаром після битви вождь помер від хвороби в таборі для полонених варварів в місті Рим.

## Наслідки

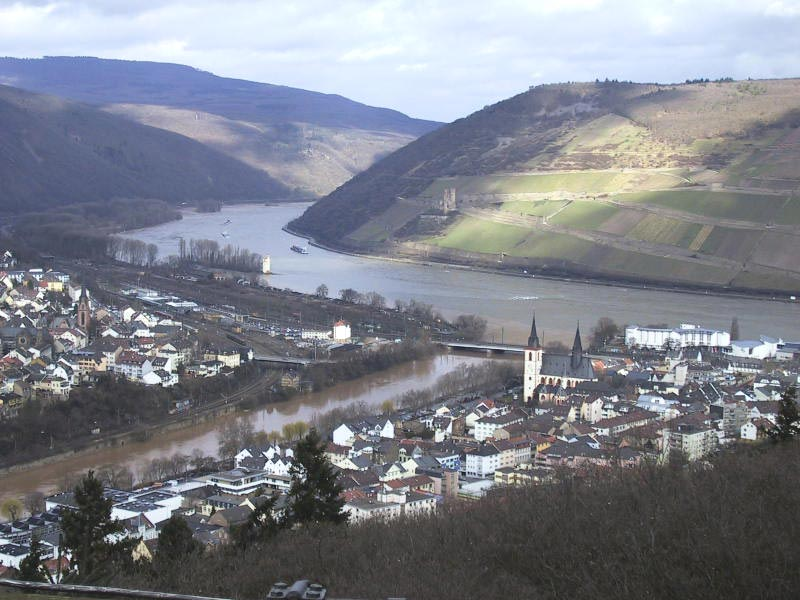
Бінген-на-Рейні, розташований на обох берегах річки. У 359 р Юліан відновив римську фортецю на цьому стратегічному місці.

Після битви римські війська проголосили Юліана  августом , але він відмовився від нього, так як легально він міг бути наданий лише Констанцієм. В результаті бою алемани були вигнані за межі імперії.
Аргенторат став поворотною точкою у військовій кампанії Юліана, позбавивши його противників колишньої ініціативи і вивівши з-під військових дій територію Галлії. З цього моменту Рим міг щорічно організовувати вторгнення на ворожу територію, примушуючи варварів прийняти статус трібутаріїв (данників імперії). У той же час Юліан міг почати відновлення зруйнованої лінії укріплень в регіоні.
У 357 р Юліан вторгнувся на землі алеманнів за Рейном, після спустошення яких зайнявся відновленням фортеці в  Agri Decumates , побудованої при Траяні  на початку II століття. З переможеними варварами було укладено 10-місячне перемир'я.
У 359 році Юліан відновив 7 фортець і міст на середньому Рейні, включаючи  Бонну  (Бонн) і  Бінгіум  (Бінген-на-Рейні), використовуючи для цього алеманські припаси і людей. Після цього він знову перетнув Рейн і спустошив землі тих царів, що брали участь в битві при Аргентораті. Алемани були змушені підкоритися і повернути на батьківщину тисячі римлян, раніше викрадених в рабство.